# Stendaler BC
Der Stendaler BC war ein deutscher Fußballverein aus Stendal.

## Geschichte
Gegründet wurde der Verein 1910 als FK „Hohenzollern Stendal“. und spielte im Gau Altmark des Verbandes Mitteldeutscher Ballspiel-Vereine. Nach dem Ersten Weltkrieg nannte sich der Verein Anfang Februar 1919 in „F. C. Wacker Stendal 1910“ um. Nur wenige Tage später erfolgte eine erneute Umbenennung in „Stendaler Ballspielklub 1910“. In der Saison 1921/22 wurde der Stendaler Ballspielklub 1910 Gaumeister im Gau Altmark. Im November 1922 schloss sich der Stendaler Ballspielklub 1910 mit dem FC Preußen Stendal zur „Sport- und Spielvereinigung Stendal“ zusammen, die ebenfalls in der Gauliga Altmark spielte. Die Sport- und Spielvereinigung Stendal ging 1928 in Konkurs und wurde aufgelöst. Aus dieser Auflösung heraus entstand wieder der „Stendaler Ballspielklub 1910“. Zur Spielzeit 1928/29 ist der Verein in den Abschlusstabellen wieder als „Stendaler BC“ verzeichnet. 1930/31 wurde der Verein Vizemeister der Gauliga Altmark hinter Viktoria Stendal. Aus unbekannten Gründen durfte der Stendaler BC anstatt Viktoria an der mitteldeutschen Fußballendrunde in diesem Jahr teilnehmen. Durch eine 1:4-Niederlage gegen Fortuna Magdeburg schied der Verein bereits in der ersten Runde aus. Ende 1934 erfolgte eine Zwangsvereinigung mit der „Turnvereinigung Stendal 1894“ (Diese ging 1933 aus dem Arbeiterturnverein „Freie Turnerschaft Stendal“, gegründet 1894, hervor) zum „Ballspiel- und Turn-Club Stendal“.
Im Zuge der Gleichschaltung wurde der Verband Mitteldeutscher Ballspiel-Vereine wenige Monate nach der Machtübernahme der Nationalsozialisten im Jahre 1933 aufgelöst und die Fußballligen neu geordnet. Der „Stendaler BC“ spielte fortan im Fußballgau Mitte, konnte jedoch nicht die erstklassige Gauliga erreichen. Nach Kapitulation Deutschlands im Zweiten Weltkrieg wurden in Ostdeutschland aufgrund der Direktive Nr. 23 des Alliierten Kontrollrats der Besatzungsmächte alle Sportvereine aufgelöst.

## Erfolge
- Teilnahme an der Mitteldeutsche Fußballmeisterschaft: 1930/31